# Phison
Phison és una característica d'albedo a la superfície de Mart, localitzada amb el sistema de coordenades planetocèntriques a 19.78 ° latitud N i 40 ° longitud E. El nom va ser aprovat per la UAI l'any 1958 i fa referència a Pison, segons la Bíblia, un dels quatre rius del Jardí de l'Edèn.